# Poblete
Poblete település Spanyolországban, Ciudad Real tartományban.  Lakosainak száma 2940 fő (2024).

## Népesség
A település népessége az elmúlt években az alábbi módon változott:
| Lakosok száma | 794  | 919  | 1156 | 1705 | 1978 | 2234 | 2366 | 2626 | 2759 | 2940 |
|               | 2001 | 2004 | 2006 | 2009 | 2011 | 2014 | 2016 | 2019 | 2021 | 2024 |